# La Bastide-Pradines
La Bastide-Pradines é uma comuna francesa na região administrativa de Occitânia, no departamento de Aveyron. Estende-se por uma área de 20,56 km². Em 2010 a comuna tinha 105 habitantes (densidade: 5,1 hab./km²).